# Аблай (гора)
Аблай — гірська вершина Східного Тимору висотою 2346 метрів. Знаходиться на гірському хребті, який проходить через весь острів з південного заходу на північний схід.
| Східний Тимор | Це незавершена стаття з географії Східного Тимору. Ви можете допомогти проєкту, виправивши або дописавши її. |